# Leucophleps magnata
Leucophleps magnata är en svampart som beskrevs av Harkn. 1899. Leucophleps magnata ingår i släktet Leucophleps och familjen Albatrellaceae.   Inga underarter finns listade i Catalogue of Life.